# Mural de Carlos Bastos
O Mural de Carlos Bastos é uma pintura a óleo sobre parede, executada em 1961, no andar térreo do Edifício Argentina, na cidade de Salvador, no estado da Bahia. O mural é um patrimônio cultural estadual, tombado pelo Instituto do Patrimônio Artístico e Cultural da Bahia (IPAC), na data de 5 de novembro de 2002, sob o processo de nº 001/1986.

## Descrição
O artista plástico Carlos Bastos executou no ano de 1961, um mural medindo 4.10m x 21m, com o tema “Comércio no porto de Salvador no princípio do século XX “. A pintura retrata a vida da população que se concentrava na região do comércio do porto de Salvador no início do século XX, mostrando detalhes das vestimentas, do trabalho comercial no porto, dos costumes da época e das condições de trabalho dos negros.

## Destruição e restauração
No ano de 2002, uma loja que ocupou o imóvel destruiu o mural, passando tinta sobre a pintura do artista. O ocorrido percorreu as mídias do estado da Bahia e o artista Carlos Bastos entrou com um processo contra a loja, em 2003. O Ministério Público do Estado da Bahia determinou que a loja restaurasse o mural. A restauração iniciou em 2013 com a supervisão de técnicos especialistas do Instituto do Patrimônio Artístico e Cultural da Bahia (IPAC). O artista não pode participar da recuperação, pois faleceu no ano de 2004.